# Utricularia myriocista
Utricularia myriocista är en tätörtsväxtart som beskrevs av A. St. Hil. och Girard. Utricularia myriocista ingår i släktet bläddror, och familjen tätörtsväxter. Inga underarter finns listade i Catalogue of Life.